# 蟳埔女
蟳埔女（「蟳埔」，闽南语白话字：Chîm-po͘），又作浔埔女，指生活在福建省泉州市丰泽区东海街道浔埔社区（旧称蟳埔村）、有着独特传统风俗的汉族女性。因蟳埔村原为鹧鸪巡检司驻地，故过去又称鹧鸪姨。
蟳埔女因其别具一格的服装、特别是头饰而闻名，其经济活动、婚嫁习俗等亦不同于一般汉族女性之传统。2008年，蟳埔女习俗入选中国国家级非物质文化遗产名录。

## 服饰

### 髮型和头饰
髮型和头饰是蟳埔女最具代表性的特征。

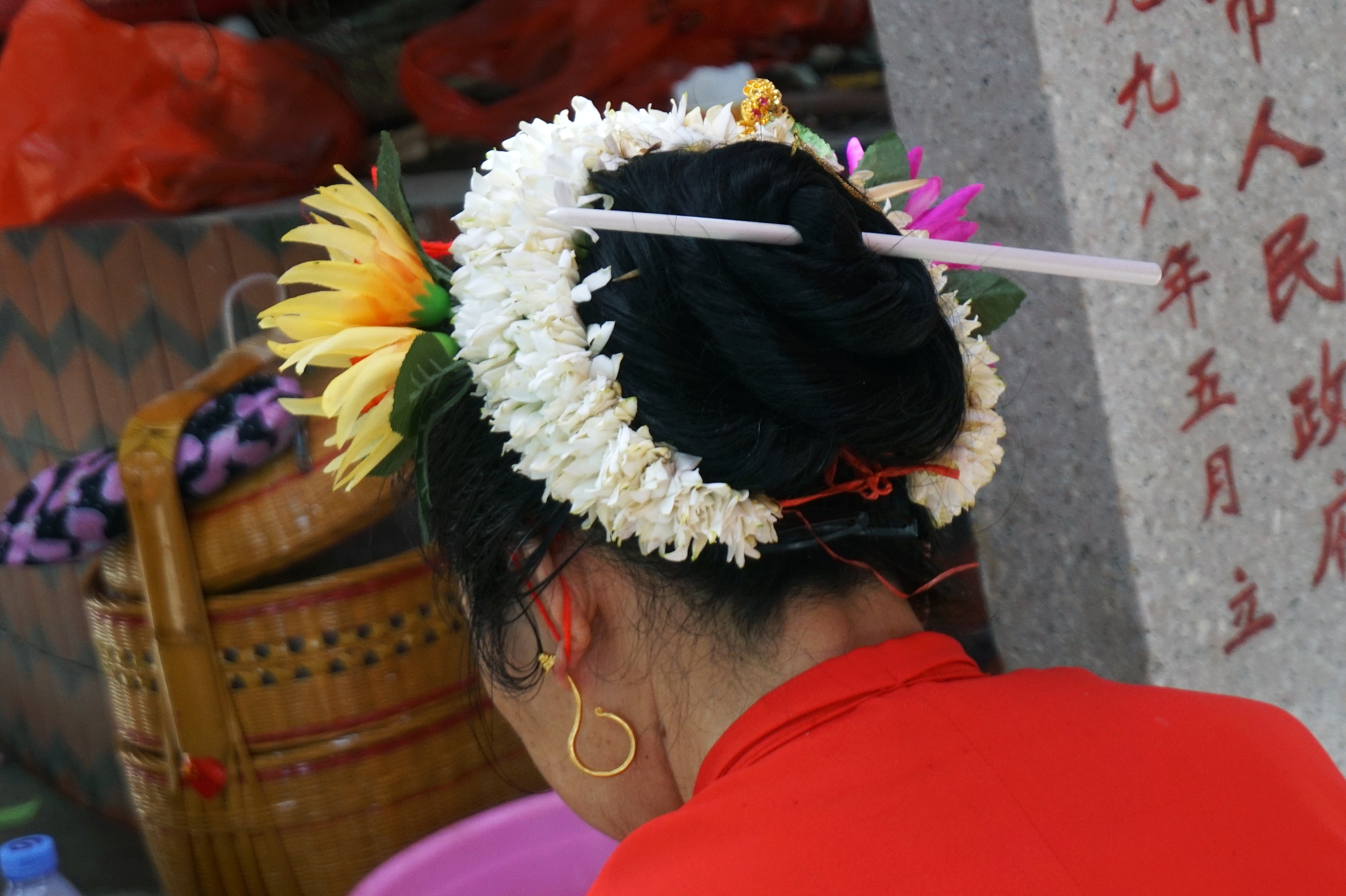
簪花围

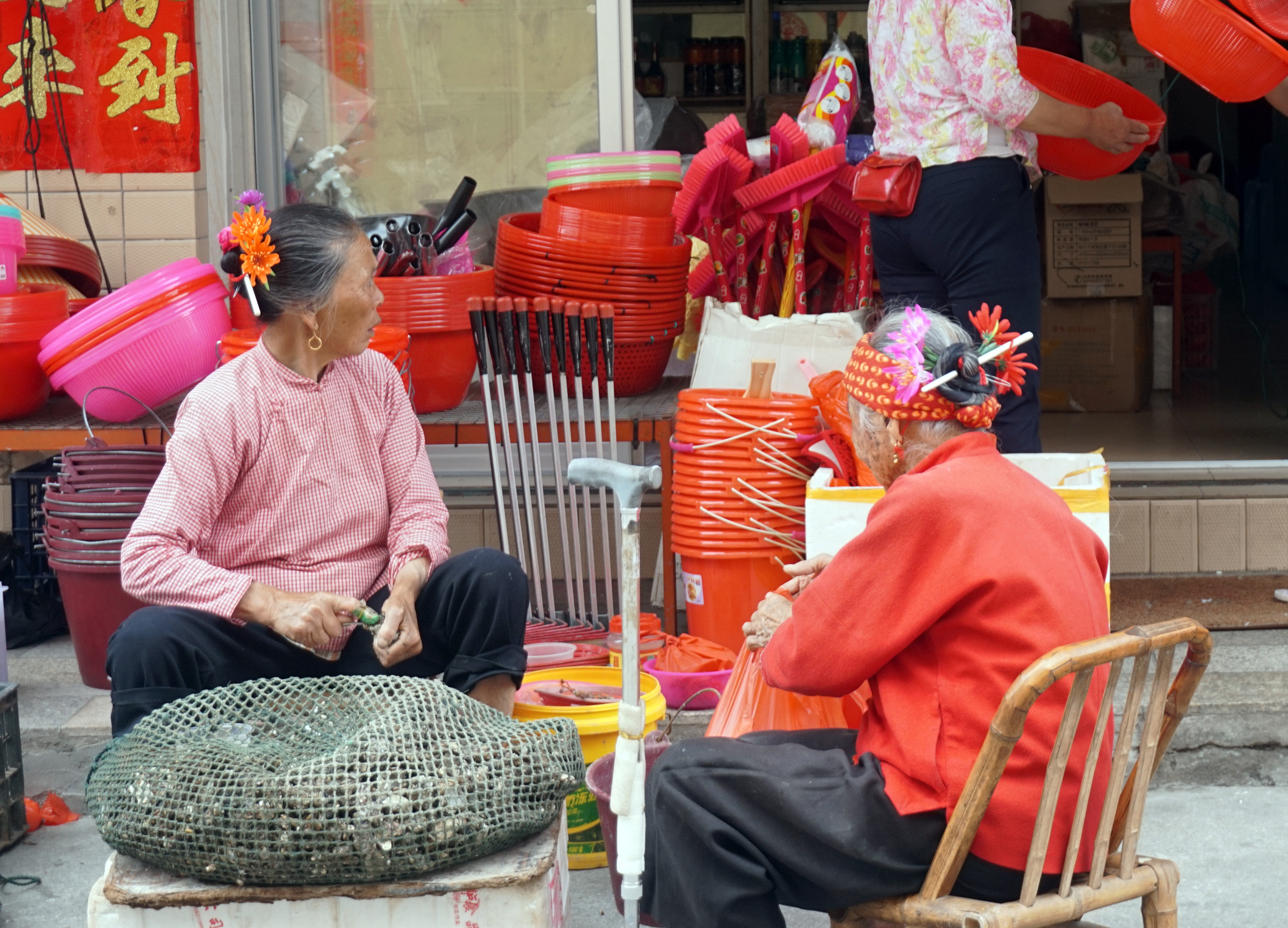
老年妇女包的红头帕

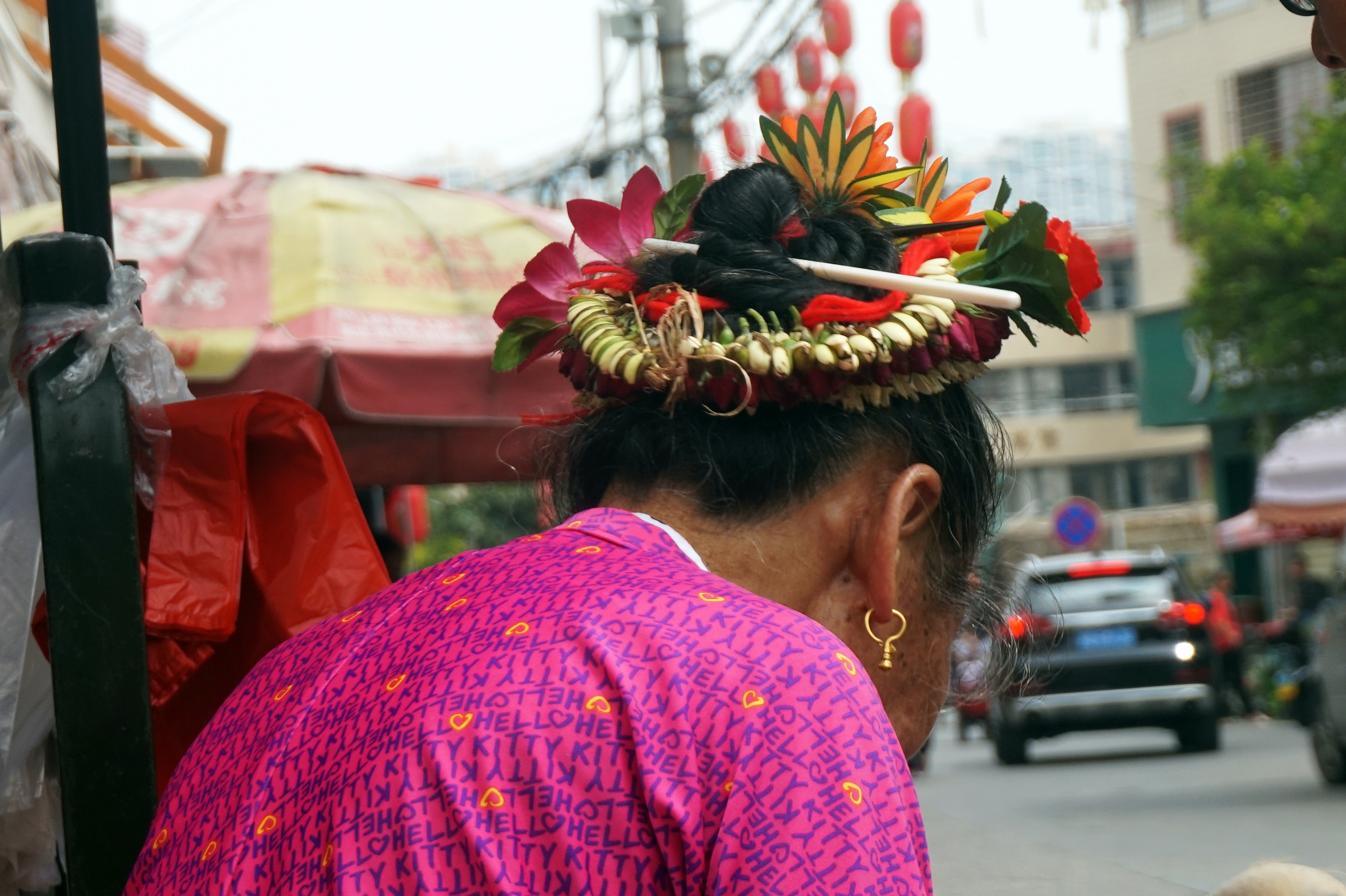
“?”形的“老妈丁香”耳坠

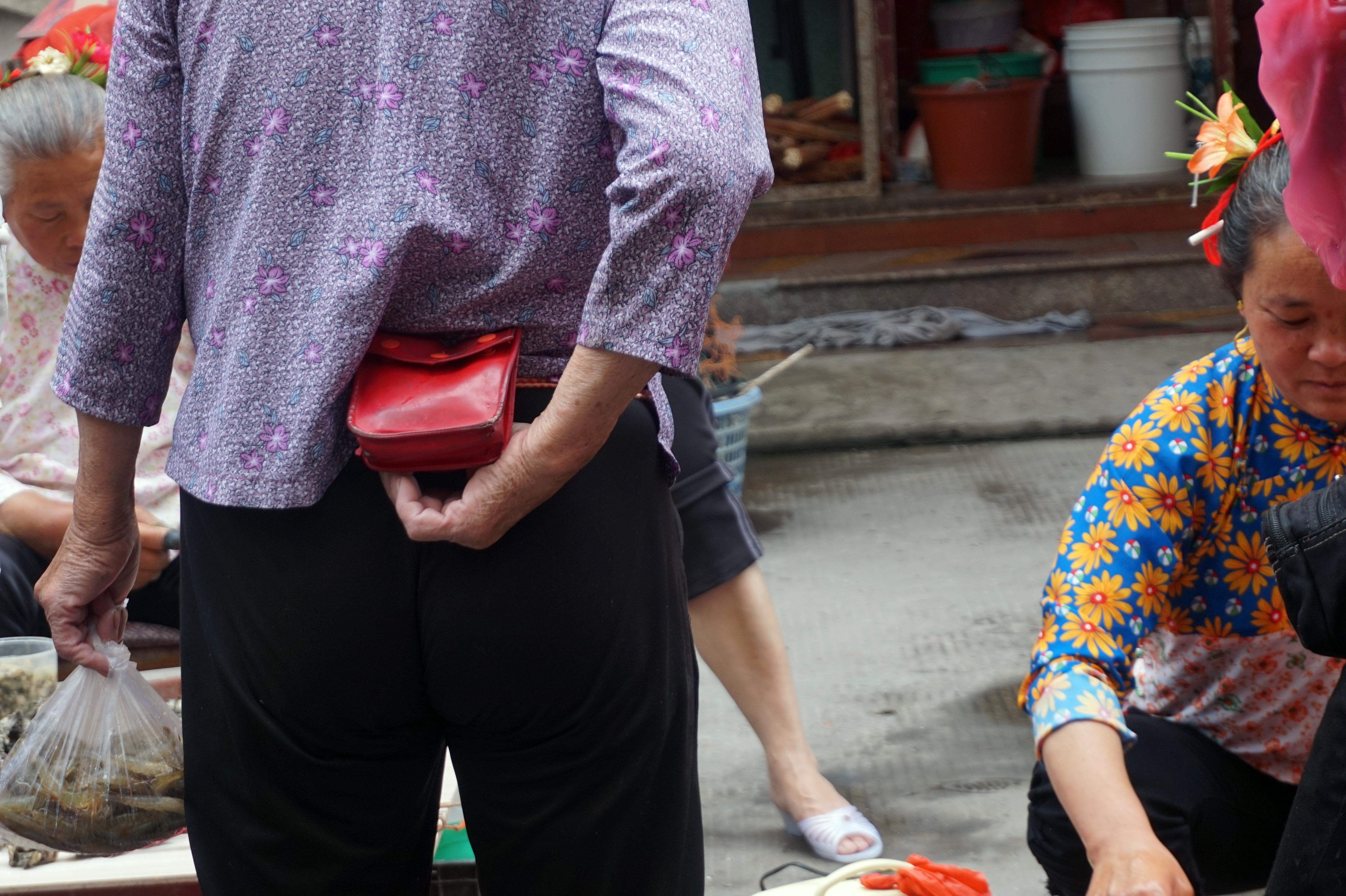
红腰包

蟳埔女成年后，蓄长髮，不留刘海，而梳螺旋髻。先将长髮用红头绳扎成马尾，再拧成绳状，然后在脑后一圈圈盘成螺旋状的髮髻，最后在髮髻中心处横插一支象牙筷。有时，还会再插一根或数根髮笄，协助固定。
蟳埔女喜爱戴花。用绳子将鲜花串成花环，一般有3-5圈，每圈用一种花，围绕着螺旋髻佩戴在脑后，称为“簪花围”。蟳埔女使用的簪花围基本来自附近的云麓村，那里由于蟳埔女的需求而形成了的鲜花种植产业和市场。
在螺旋髻和簪花围的基础上，蟳埔女往往还在头上插戴装饰用的独枝花、插梳和髮簪。独枝花一般是绢花或塑料花。插梳和髮髻多为金银打造。老年妇女往往还包红色头帕。:55-65

### 服装
蟳埔女传统上穿着“大裾衫”。立领，斜襟，右衽，盘扣，弧形下摆。早期流行用荔枝树皮薰汁染成洋紅色，或用薯莨汁液染成黄红色。现代颜色愈加丰富，也流行多种颜色拼接。老人尤其爱穿大红色。
传统的下装为宽腿裤，一般为黑色。过去，蟳埔女大多在滩涂上劳作，宽腿裤适合劳动，卷起裤腿后不易弄湿，而且在无遮无掩的海滩上，卷起一只裤腿后就可方便。随着生产方式的变化，现在的蟳埔女也常穿西裤、牛仔裤。:118-129

### 首饰
蟳埔女喜爱佩戴金质的戒指、项链、手镯等首饰。耳环更是别具一格，可以区别不同的人生阶段。未出嫁的女子戴圆形的耳环。已婚女子戴“¿”形的丁勾耳环，上方顶部加“丁香”坠。做祖母后，改换方向，戴“?”形、下方底部加坠的“老妈丁香”。:146-147:137

### 配件
蟳埔女服装上配件不多，较有特色的是红色钱包，常系在腰后。传统上多用布钱包，现代则流行防水的塑料钱包。:164

### 文化内涵
鲜花簪首作为一种民俗事象，早在汉代已经出现。四川成都杨子山西汉墓出土的女俑，就在发髻正中插一朵硕大的菊花，菊花两旁还依附数朵小花。
关于蟳埔女的独特打扮，有各种假说。比如认为与宋代杨文广有关，是受到杨八姐之影响；还有认为簪花围是宋元遗留下来的阿拉伯人风俗。但有这些说法被学者指出，“平闽十八洞”的传说本非史实，自然不可能与杨八姐有关；而且考察宋元文献中对阿拉伯妇女服饰的描述，以及现代阿拉伯人之装束，也都没有此类习俗。详细的相关研究证明，蟳埔女的簪花围，应是汉族传统簪花习俗的遗风。据记载，泉州城郊多地过去都有这种风俗，只是如今在蟳埔保存最为完好。
还有学者指出，蟳埔女的穿着打扮与族群关系结构有关。在与其他族群互动时，独特的服饰可以表明身份。在族群内部则形成认同。

## 生产
蟳埔村是个典型的渔村，全村90%以上人口从事与渔业相关的活动。村中男性多从事远洋渔业，蟳埔女则主要承担滩涂牡蛎养殖和市场经营。村中常能看到在拿铁锥撬牡蛎壳的蟳埔女，因为这里位于泉州湾入海口，水中微生物丰富，所以养殖的牡蛎肥美可口，蚵仔煎也相当出名。许多蟳埔女很早就起床，将男性捕来的鱼、虾、蟹、贝运送到周边县市贩卖。如今有交通工具，过去则步行挑担。正因为这样的经济模式，蟳埔女传统上都不缠足，故被周边社会称为“粗脚头”，与“缚脚头”相对。

## 婚俗
蟳埔女的婚嫁习俗也颇具特色。1957年前后，蟳埔女性出现了与众不同的午夜出嫁习俗。婚礼后，凌晨时分，新娘要回娘家，不在婆家过夜。从这天开始，接下去十四天中，婆家在天黑时分要到新娘家，喊其去婆家过夜，这一习俗被称为“十四日喊”。十四日过后，新娘会自己去夫家过夜，但不在夫家吃饭，直到生下孩子为止。